# Janina Skirlińska
Janina Skirlińska (ur. 8 marca 1907 w Żurawiczkach, zm. 23 kwietnia 1993 w Krakowie) – gimnastyczka krakowskiego "Sokoła".

## Kariera
Uczestniczka Igrzysk Olimpijskich w Berlinie (1936) oraz mistrzostw Świata w gimnastyce, na których zdobyła dwukrotnie brązowy medal w wieloboju drużynowym (1934 i 1938) oraz brązowy medal w wieloboju indywidualnym (1934). 3-krotna mistrzyni Polski w wieloboju gimnastycznym w 1935, 1937 i 1938, zdobyła również 12 złotych medali  w poszczególnych konkurencjach gimnastycznych. W 1936 zdobyła brązowy medal na mistrzostwach Polski w lekkoatletyce w trójboju.
W latach 1949–1960 była trenerem polskiej kadry narodowej w gimnastyce. Działała w Polskim Związku Gimnastycznym, sędziowała na wielu imprezach międzynarodowych (m.in. IO - 1952, 1956, 1968, MŚ - 1950, 1958, 1962).
Pochowana na cmentarzu Rakowickim (pas AB).

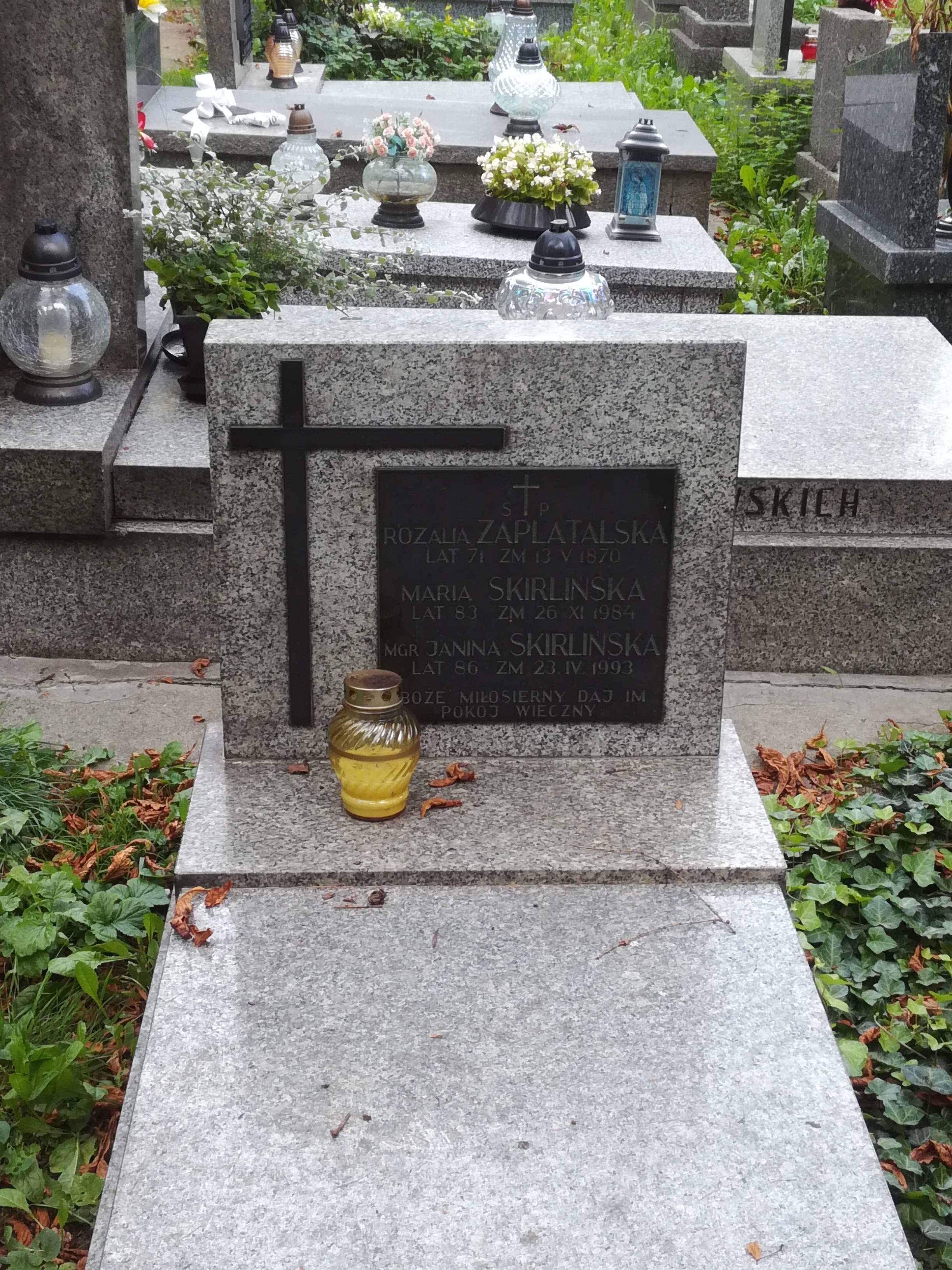
Grób Janiny Skirlińskiej na cmentarzu Rakowickim